# Чоловіки без жінок
«Чоловіки без жінок» — радянський художній фільм, знятий режисером Альгімантасом Відугірісом у 1981 році на студії «Киргизфільм».

## Сюжет
Фільм про відважних хлопців монтажників-висотників, що усувають аварію на високогірній лінії електропередач. Для кожного з них робота в екстремальних умовах, нерідко з ризиком для життя — звичайні трудові будні і черговий іспит на мужність, витривалість, професіоналізм … а також випробування на міцність командної роботи і дружби. Вони несуть відповідальність перед суспільством, і тому виконують свою роботу без будь-яких умов. Там — у горах, вони, долаючи свої страхи й сумніви, справляються з поставленим завданням. У своїй «стихії» — вони досвідчені професіонали, але в житті вони — прості люди, які живуть звичайним життям. У кожного з них є свої слабкості, недоліки, шкідливі звички, проблеми та інші мінуси. Хтось радіє життю, а хтось розчарований у ньому. Для когось любов — скороминуще захоплення, а для когось — на все життя … Люди з різними характерами і долями опиняються в одній згуртованій команді для досягнення спільної мети.

## У ролях
- Суйменкул Чокморов — Касим
- Ділором Камбарова — Асель
- В'ячеслав Жолобов — Ігор Рєпнін
- Володимир Скоропись — Семен
- Болот Макєєв — Оморкул
- Совєтбек Жумадилов — начальник
- Муса Дудаєв — залицяльник Анни
- Олена Мельникова — Люба
- А. Дмитрієва — Маша, дружина Семена
- Ф. Бек — епізод

## Знімальна група
- Режисер — Альгімантас Відугіріс
- Сценаристи — Ігор Акімов, Альгімантас Відугіріс
- Оператор — Манасбек Мусаєв
- Композитор — Шандор Каллош
- Художник — Оморкул Борубаєв